# Cem (Religion)
Cem, eigentlich Cem Ayini, ist ein religiöses Ritual der Aleviten und Bektaschi.

## Herkunft des Wortes „Cem“
Das Wort wird im heutigen Türkischen für religiöse Zeremonien benutzt und ist ein Lehnwort aus dem Arabischen, جمع, DMG ǧam‘, mit der Bedeutung „Versammlung“.
Der Vorname Cem hingegen leitet sich von der Kurzform جم, DMG Ǧam des alt-persischen Königsnamens جمشيد, DMG Ǧamšīd ab und steht etymologisch nicht in Zusammenhang mit der gleichnamigen religiösen Zeremonie.

## Bedeutungen für die Aleviten
Das arabische Stammwort dschamʿ, Versammlung, findet sich auch im türkisierten Wort cemaat, Gemeinde. In dieser Bedeutung entspricht Cemevi (tr: ev Haus) dem Gebetshaus der Aleviten.